# Kanton Bruz
Der Kanton Bruz (bretonisch Kanton Bruz) ist ein französischer Kanton im Arrondissement Rennes, im Département Ille-et-Vilaine und in der Region Bretagne; sein Hauptort ist Bruz. 

## Geschichte
Ein erster Kanton Bruz existierte von 1790 bis 1801. Von 1801 bis 1982 gehörten die Gemeinden des Kantons Bruz zu verschiedenen Kantonen im Raum Rennes (Rennes-3, Rennes-Sud-Est, Rennes-VIII). Der Kanton entstand 1982 erneut durch Aufspaltung des bisherigen Kantons Rennes-VIII (später Kanton Rennes-Sud-Ouest) und trug anfangs den Namen Kanton Rennes-VIII-1. Von 1982 bis 2015 gehörten sieben Gemeinden zum Kanton Bruz. Mit der Neuordnung der Kantone in Frankreich sank die Zahl der Gemeinden 2015 sogar auf nur noch 5. Drei der bisherigen sieben Gemeinden wechselten 2015 zum Kanton Janzé. Zu den verbleibenden 4 Gemeinden des alten Kantons Bruz kam noch die Gemeinde Laillé des Kantons Guichen hinzu.

## Lage
Der Kanton liegt im Zentrum des Départements Ille-et-Vilaine südlich von Rennes.

## Gemeinden

### Kanton Bruz seit 2015
Der Kanton besteht aus fünf Gemeinden mit insgesamt 45.783 Einwohnern (Stand: 1. Januar 2022) auf einer Gesamtfläche von 107,21 km²:
| Gemeinde                   | Gallo            | Bretonisch     | Einwohner (2022) | Fläche (km²) | Code postal | Code Insee |
| -------------------------- | ---------------- | -------------- | ---------------- | ------------ | ----------- | ---------- |
| Bruz                       | Brutz            | Bruz           | 19.667           | 29,95        | 35170       | 35047      |
| Chartres-de-Bretagne       | Chartr           | Karnod         | 8.678            | 9,95         | 35131       | 35066      |
| Laillé                     | Lalieg           | Lalhae         | 5.154            | 32,04        | 35890       | 35139      |
| Noyal-Châtillon-sur-Seiche | Nóyau-Chastilhon | Noal-Kastellan | 7.995            | 26,51        | 35230       | 35206      |
| Pont-Péan                  | Pont-Péan        | Pont-Pagan     | 4.289            | 8,76         | 35131       | 35363      |
| Kanton Bruz                | Brutz            | Bruz           | 45.783           | 107,21       | -           | 3504       |

### Kanton Bruz bis 2015
Der alte Kanton Bruz bestand aus sieben Gemeinden auf einer Fläche von 116,63 km². Diese waren: Bourgbarré, Bruz (Hauptort), Chartres-de-Bretagne, Noyal-Châtillon-sur-Seiche, Orgères, Pont-Péan und Saint-Erblon.

## Bevölkerungsentwicklung
| 1982   | 1990   | 1999   | 2006   | 2012   |
| ------ | ------ | ------ | ------ | ------ |
| 22.580 | 26.230 | 35.955 | 39.495 | 44.771 |

## Politik
Im 1. Wahlgang am 22. März 2015 erreichte keines der fünf Wahlpaare die absolute Mehrheit. Bei der Stichwahl am 29. März 2015 gewann das Gespann Philippe Bonnin (PS)/Sandrine Rol (DVG) gegen Delphine Boyer-Heulot (Divers droite;DVD)/Auguste Louapre (UMP) mit einem Stimmenanteil von 54,64 % (Wahlbeteiligung:49,20 %).
Seit 1982 hatte der Kanton folgende Abgeordnete im Rat des Départements:
| Vertreter im conseil général des Départements | Vertreter im conseil général des Départements | Vertreter im conseil général des Départements |
| Amtszeit                                      | Name                                          | Partei                                        |
| --------------------------------------------- | --------------------------------------------- | --------------------------------------------- |
| 1982–1985                                     | Rémi Coudron                                  | PS                                            |
| 1985–1999                                     | Robert Barré                                  | UDF                                           |
| 1999–2004                                     | Maryvonne Gainche                             | UMP                                           |
| 2004–2015                                     | Philippe Bonnin                               | PS                                            |
| 2015–                                         | Philippe Bonnin Sandrine Rol                  | PS DVG                                        |